# Chalcoscelides castaneipars
Chalcoscelides castaneipars är en fjärilsart som beskrevs av Moore 1865. Chalcoscelides castaneipars ingår i släktet Chalcoscelides och familjen snigelspinnare. Inga underarter finns listade i Catalogue of Life.